# Гонор, Лев Рувимович
Ле́в (Лейб) Руви́мович (Ро́бертович) Го́нор (1906—1969) — советский инженер, организатор производства, руководитель предприятий ВПК по производству артиллерийского вооружения. Генерал-майор-инженер. Герой Социалистического Труда. Лауреат Сталинской премии первой степени.

## Биография
Лев (Лейб) Рувимович Гонор родился 2 (15) сентября 1906 года в местечке Городище (ныне Черкасская область, Украина) в еврейской семье. Отец — Рувим Осипович Гонор (?—1942) — был наборщиком в типографии.
В 1925 году поступил в Ленинградский военно-механический техникум (вскоре преобразованный в институт), который успешно закончил в 1929 году, получив квалификацию инженера-механика по артиллерийскому вооружению.
В том же году начал работать на заводе «Большевик» (до 1922 года — Обуховский сталелитейный завод), который в 1930-е годы стал специализироваться на орудиях крупного калибра для ВМФ. На этом заводе Лев Робертович прошёл путь от мастера до главного инженера, которым был назначен в июле 1937 года. Член ВКП(б) с 1932 года.
В 1939 году был назначен директором Сталинградского артиллерийского завода «Баррикады» (Завод № 221), где потребовалось срочно наладить выполнение заданий по производству орудий крупного калибра.
Указом Президиума Верховного Совета СССР «О присвоении звания Героя Социалистического Труда товарищам Быховскому А. И., Ванникову Б. Л., Гонор Л. Р., Еляну А. С., Новикову и Устинову Д. Ф.» от 3 июня 1942 года за «за выдающиеся заслуги в деле организации производства, освоение новых видов артиллерийского и стрелкового вооружения и умелое руководство заводом» с вручением ордена Ленина и медали «Золотая Звезда».
В ноябре 1942 года Л. Р. Гонор был назначен директором Уральского артиллерийского завода (Завод № 9), организованного в Свердловске на Уралмашзаводе на основе оборудования и кадров, в основном, эвакуированных из западных районов СССР.
С марта 1944 года — член президиума ЕАК.
После войны Гонор был назначен директором завода «Большевик». В 1946 году был в командировке в Германии с целью ознакомления с немецкими работами по ракетной технике.
21 августа 1946 года Лев Рувимович Гонор был назначен первым директором НИИ-88 (с 1967 — ЦНИИмаш).
В 1950 году был назначен директором Красноярского артиллерийского завода (Завод № 4).
В январе 1953 года Лев Рувимович Гонор был арестован, но сумел отвергнуть все обвинения и в апреле 1953 года был освобождён и полностью реабилитирован.
В 1954 году он был назначен заместителем начальника Центрального института авиационного моторостроения и начальником его филиала в Тураево, где проработал до 1964 года.

### Смерть

Могила Л. Р. Гонора на Новодевичьем кладбище Москвы.

С 1964 года Лев Рувимович много и тяжело болел.
Умер 13 ноября 1969 года. Похоронен в Москве на Новодевичьем кладбище (участок № 7).

## Награды и звания
- Герой Социалистического Труда
- три ордена Ленина (1939, 1942, 1944)
- орден Красной Звезды (1942)
- орден Отечественной войны I степени (1945)
- орден Кутузова I степени (16.9.1945)
- медаль «За оборону Сталинграда»
- медаль «За победу над Германией в Великой Отечественной войне 1941—1945 гг.»
- Сталинская премия первой степени (1946) — за коренное усовершенствование технологии и организацию высокопроизводительного поточного метода производства пушек, обеспечившее значительное увеличение их выпуска при снижении расхода металла и уменьшении потребности в рабочей силе
- Государственная премия СССР (1968)

## Семья
Жена — Анна Александровна Гонор (1919—1998). Сын — Александр Львович Гонор (1930—2009), доктор физико-математических наук, работал в Институте механики МГУ, ученик Г. Г. Чёрного. Дочь — Анна Львовна Гонор работала в МНПО «Союз». Проживает в США. Внучка — Гонор Наталья Александровна проживает в Канаде.

## Память
- В городе Лыткарино Московской области именем Л. Р. Гонора назван проезд.
- На здании обособленного подразделения ЦИАМ в Лыткарино Гонору Л. Р. установлена мемориальная доска.